# Denizoluğu
Denizoluğu ist ein Dorf im Landkreis Tavas der türkischen Provinz Denizli. Denizoluğu liegt etwa 77 km südwestlich der Provinzhauptstadt Denizli und 33 km nordwestlich von Tavas. Denizoluğu hatte laut der letzten Volkszählung 210 Einwohner (Stand Ende Dezember 2010).